# Hidroelektrarna Krško
Hidroelektrarna Krško (kratica HE Krško) je ena izmed hidroelektrarn v Sloveniji. Leži na spodnjem toku reke Save, pri naselju Krško. Spada pod podjetje Holding Slovenske elektrarne d.o.o.
HE Krško je četrta hidroelektrarna v verigi šestih HE na spodnji Savi, z nazivno močjo 39,12 MW. Je pretočno akumulacijskega  tipa, z nameščenimi tremi vertikalnimi agregati z nazivnim pretokom 500 m3/s, s petimi pretočnimi polji in povprečno letno proizvodnjo 146 GWh. Elektrarna je daljinsko vodena iz centra vodenja GEN in v normalnih hidroloških razmerah obratuje brez posadke.